# 마이클 파크

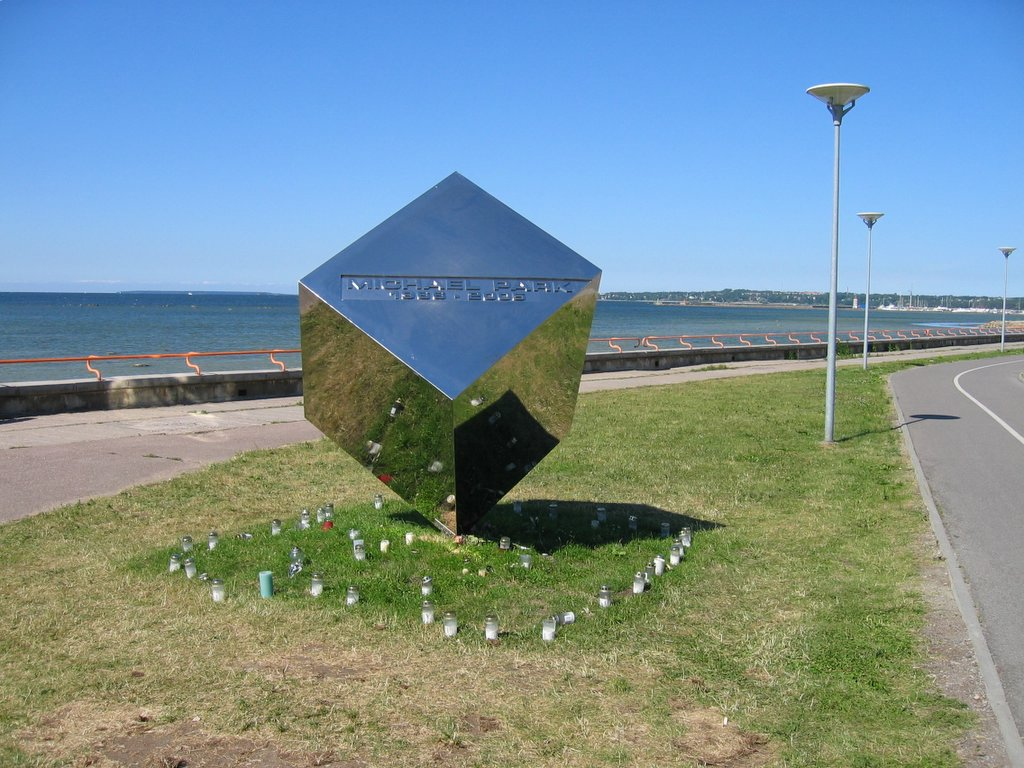
마이클 파크를 기리기 위한 기념물

마이클 파크(Michael Park, 1966년 6월 22일 ~ 2005년 9월 18일)는 잉글랜드의 자동차 경주 선수이다. 리처드 번스와 콜린 맥레이와 활동을 같이 했다. 2003년과 2004년에 마르코 메르틴의 포드 포커스를 타고 좋은 성적을 거두었으나, 2005년 9월 18일 경주 도중의 사고로 죽었다.